# Tavaivaam
Tavaivaam (rus: Тавайва́ам) és una localitat rural (a selo) que es troba sota la jurisdicció administrativa de la ciutat d'Anàdir al Districte Autònom de Txukotka, Rússia. En el marc de les divisions municipals, forma part d'Anàdir. La seva població és de 472 habitants (segons el cens del 2010) és predominantment indígena txuktxi i yupik.

## Geografia
L'assentament es troba a la zona de desembocadura de la badia d'Onemen.

## Etimologia
El nom de la localitat és d'origen txuktxi i significa literalment riu pel qual un es munta.

## Economia
L'economia està impulsada principalment per activitats tradicionals. L'agricultura de rens solia ser l'ocupació principal, però després de la crisi econòmica provocada per la dissolució de la Unió Soviètica es van perdre tots els rens propietat dels residents. Els efectes d'aquesta pèrdua encara es poden veure ja que al voltant del 20% de la població està a l'atur. La manca de rens significa que l'economia ara està recolzada per la pesca, la mà d'obra estacional i la producció d'artesania indígena tradicional per a la venda a turistes i a la població d'Anàdir.

### Era soviètica
Durant el període soviètic, el principal focus econòmic de Tavayvaam era la granja estatal. Originalment, la granja es deia "Stalin" (nomenat per Joseph Stalin), però després de la seva mort, el nom es va canviar per "Vint-i-segon Congrés del Partit", la ramaderia de rens era l'ocupació predominant per a la granja i com a màxim punt pròsper durant la dècada de 1970, hi havia fins a deu brigades separades operant en qualsevol moment a la tundra, amb tendència a més de 27.000 rens. Aquesta granja ocupava la majoria de la població de Tavayvaam. Les persones que no participaven directament en la ramaderia de rens eren emprades en tallers de costura on s'utilitzaria la pell del ren o a la planta de processament de peix situada a la granja. Va ser la població indígena qui va fer tot el treball pràctic manual; els entrants eren els que ocupaven llocs d'administració o de suport. Durant l'estiu, els nens vivien amb les seves famílies a la tundra seguint els rens, només tornaven a l'inici d'un nou curs acadèmic per assistir a l'escola. Més enllà d'aquesta ocupació constant, la pell i la carn dels rens i altres caces, així com bolets, baies i farratges, van proporcionar una font vital de subsistència per als residents de Tavayvaam.

### Època postsoviètica
Després de la dissolució de la Unió Soviètica, Boris Ieltsin va iniciar la privatització de totes les empreses estatals. La granja estatal de Tavayvaam es va dissoldre tècnicament, tot i que els residents continuaven referint-se a ella com a tal, tan clau per a la seva vida. En el seu lloc, es van establir quatre empreses privades (Chirynai, Kenkeren, Eupolian i Topolovoye). Malauradament, no va ser un cas normal com per a les quatre noves empreses. Normalment, quan es privatitzava una empresa estatal, hi hauria alguna forma de resta que asseguraria un cert grau de continuïtat econòmica, però en aquest cas, després de la dissolució de la granja estatal, els actius es dividien simplement entre les quatre noves empreses i l'Estat i l'element va desaparèixer completament. Els indígenes que ara dirigien aquestes empreses privades no estaven completament preparats per a les exigències d'un entorn de lliure mercat. El 1995, el nombre total de rens propietat de les empreses combinades havia caigut gairebé dos terços respecte al total registrat el 1985 i, el 1998, les quatre empreses havien tancat definitivament ja que no quedaven ramats de rens. També havien tancat indústries més petites com els tallers de costura.
S'afirma que la ciutat d'Anàdir va annexionar el "poble ètnic" de Tavayvaam el maig de 1994, i que això va ser fet pel llavors governador Alexander Nazarov amb l'objectiu d'estalviar diners del pressupost okrug autònom. Si el poble nacional hagués estat absorbit de fet a la ciutat d'Anàdir, no hi hauria cap obligació perquè els okrug autònoms hi assignessin fons específics per a la població indígena.

## Demografia i cultura
Tavayvaam té l'estatus de "poble ètnic", és a dir, un "lloc de residència compacta de pobles petits del nord". Mentre que Anàdir tenia una població indígena al voltant del 8,5% el 2005, Tavayvaam tenia una població indígena al voltant del 78%. Tavayvaam preserva la seva cultura indígena a través del club de llengua txuktxi Murgin Vetgav i una societat artesana autòctona.

## Clima
Tavayvaam té un clima de taiga subàrtic (classificació climàtica Koppen Dfc). amb hiverns molt freds i llargs i estius curts i suaus.